# Messier 91
A Messier 91 (más néven M91, vagy NGC 4548) egy küllős spirálgalaxis a Coma Berenices (Bereniké haja) csillagképben.

## Felfedezése
Az M91 galaxist nagy valószínűséggel Charles Messier francia csillagász fedezte fel, majd katalogizálta 1781. március 18-án. A bizonytalanság oka, hogy Messier az M91 pozícióadatait hibásan adta meg.

## Tudományos adatok
Az M91 a Virgo halmaz tagja. A galaxis 486 km/s sebességgel távolodik tőlünk. Az M91 az egyike azon 18 galaxisnak, ami a Hubble űrtávcső kulcsfontosságú projektjének keretében figyeltek meg; ennek célja a Hubble-állandó 10% hibahatáron belüli meghatározása volt. Ehhez a galaxisban található cefeidákat vizsgálták, hogy megállapíthassák a galaxis távolságát. Az M91 esetén 24 valószínűsíthető cefeidát figyeltek meg 16 és 38 nap közötti periódustartományban. A mérések és számítások eredményeként a galaxis távolságát 15,9 ± 2,0 Mpc-ben határozták meg.

## Megfigyelési lehetőség
Kisebb távcsövekkel az egyik legnehezebben megfigyelhető Messier-objektum.